# Tricellina
Tricellina is een geslacht van spinnen uit de familie Micropholcommatidae.

## Soorten
- Tricellina gertschi (Forster & Platnick, 1981)